# Christopher James Baker
Christopher James Baker (...) è un attore australiano, attivo dal 1994, conosciuto per il ruolo di Henry King Sr./Brainwave nella serie DC Universe Stargirl.

## Filmografia parziale

### Cinema
- The Three Stooges, regia di James Frawley (2000)
- Kangaroo Jack - Prendi i soldi e salta, regia di David McNally (2003)
- The Condemned - L'isola della morte, regia di Scott Wiper (2007)
- Alla ricerca dell'isola di Nim, regia di Jennifer Flackett (2008)
- Sanctum 3D, regia di Alister Grierson (2011)
- La notte del giudizio - Election Year, regia di James DeMonaco (2016)
- Keep Watching, regia di Sean Carter (2017)

### Televisione
- Changi - serie TV, 4 episodi (2001)
- Gotham - serie TV, episodio 1x06 (2014)
- True Detective - serie TV, 7 episodi (2015)
- Ozark - serie TV, 7 episodi (2017)
- Bull - serie TV, episodio 1x21 (2017)
- Shades of Blue - serie TV, 7 episodi (2018)
- The Rookie - serie TV, episodi 1x08 e 1x09 (2018-2019)
- Agents of S.H.I.E.L.D. - serie TV, 6 episodi (2019-2020)
- Stargirl - serie TV, 12 episodi (2020)

## Doppiatori italiani
Nelle versioni in italiano delle opere in cui ha recitato, Christopher James Baker è stato doppiato da:
- Tony Sansone in L'alba del D-Day
- Marco Guadagno ne La notte del giudizio: Election Year
- Alberto Bognanni in Quarry
- Enrico Pallini in Ozark
- Guido Di Naccio in The Good Cop
- Paolo Maria Scalondro in Agents of S.H.I.E.L.D.
- Andrea Lavagnino in Ragazzo divora universo